# پل معلق بابلسر
پل معلق بابلسر مربوط به دوره پهلوی اول است و در بابلسر، خیابان پاسداران، پل معلق بابلسر واقع شده و این اثر در تاریخ ۹ بهمن ۱۳۸۶ با شمارهٔ ثبت ۲۰۶۷۴ به‌عنوان یکی از آثار ملی ایران به ثبت رسیده‌است.

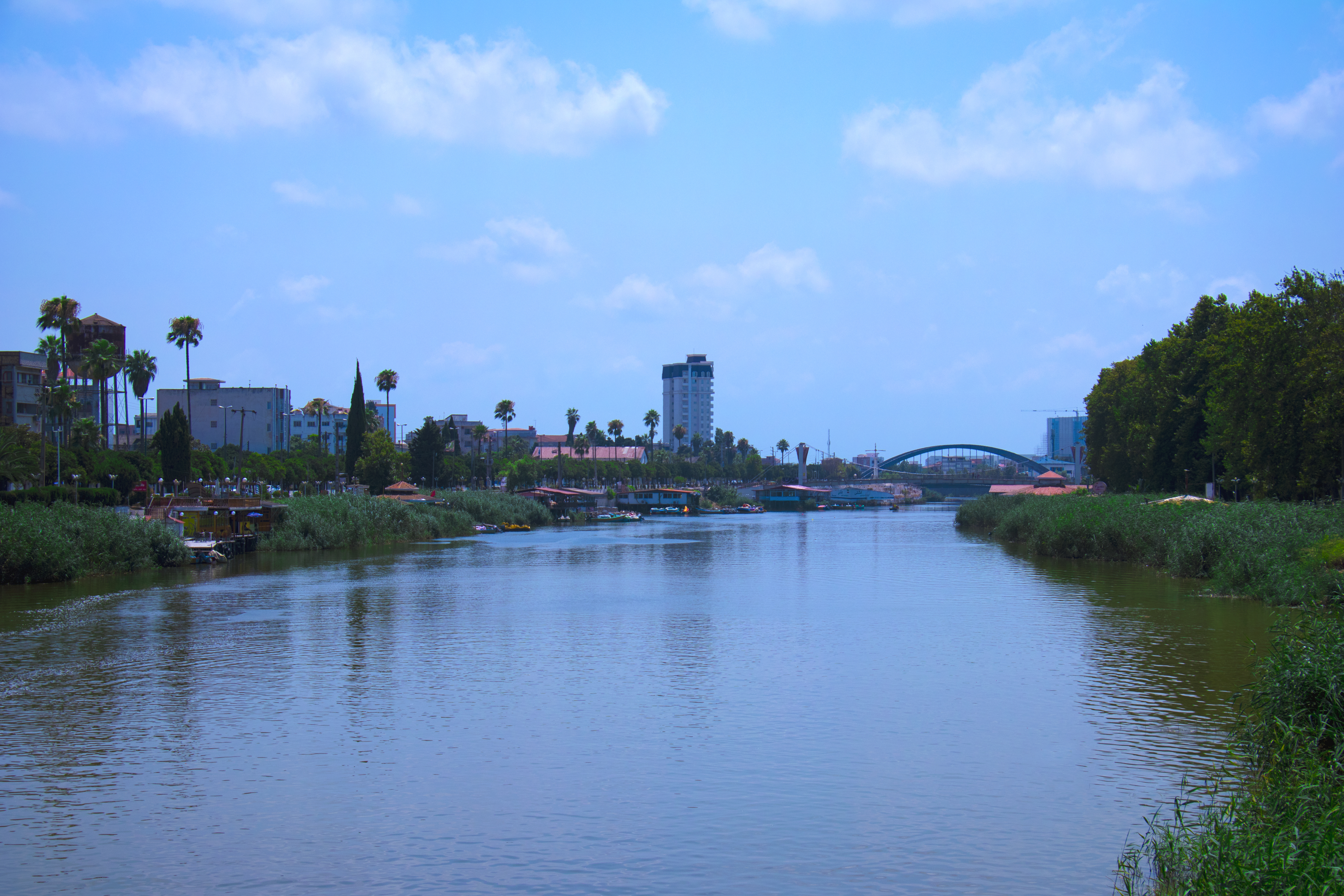
نمای از پل از دور

این پل فلزی معلق در سال ۱۳۱۳، قبل از جنگ جهانی دوم توسط مهندسین و متخصصین آلمانی و سوئدی بر روی بابلرود احداث شد و از مهمترین آثار تاریخی و از جاذبه‌های شهر می‌باشد که بر زیبایی بابلرود می‌افزاید. این پل اولین پل ماشین رو می‌باشد که قسمت شرقی و غربی بابلسر را بهم پیوند می‌دهد و راه ارتباطی بابلسر، فریدونکنار و در مسیر شاهراه شرقی و غربی استان می‌باشد و بسیار پرتردد است. طول این پل ۸۰ متر و عرض آن ۸ متر و ارتفاع آن ۱۶ متر می‌باشد.